# Richard E. Stearns
Richard E. Stearns (Caldwell, New Jersey, 5 juli 1936) is een Amerikaans informaticus die in 1993 samen met Juris Hartmanis de Turing Award won voor hun bijdragen aan de complexiteitstheorie. Stearns is sinds 1994 Distinguished Professor Emeritus aan de University at Albany.

## Biografie
In 1958 behaalde hij de graad Bachelor of Arts aan het Carleton College in wiskunde. In 1961 behaalde hij zijn Ph.D. - eveneens in wiskunde - aan de Princeton-universiteit onder begeleiding van Harold Kuhn. Zijn thesis was getiteld "Three Person Cooperative Games without Side Payments". Na zijn promotie ging hij aan de slag bij General Electric. Vanaf 1978 was hij werkzaam aan de University at Albany.
In 1993 ontving hij samen met Juris Hartmanis de Turing Award:
In recognition of their seminal paper which established the foundations for the field of computational complexity theory.— Association for Computing Machinery
Stearns is Fellow van de Association for Computing Machinery (ACM).
Stearns ging in 2000 met pensioen. Stearns is getrouwd en heeft twee kinderen.